# Isaiah Miller
Isaiah Miller Jr. (Newark, Nueva Jersey; 9 de noviembre de 1998) es un baloncestista estadounidense que pertenece a la plantilla de los Austin Spurs de la G League. Con 1,83 metros de estatura, juega en la posición de base.

## Trayectoria deportiva

### Universidad
Jugó cuatro temporadas con los Spartans de la Universidad de Carolina del Norte en Greensboro, en las que promedió 14,9 puntos, 4,8 rebotes, 2,6 asistencias y 2,4 robos de balón por partido. En su tercer año fue incluido en el mejor quinteto de la Southern Conference, Jugador Defensivo del Año  y Jugador del Año de la conferencia. La temporada siguiente repetiría los tres galardones.

#### Estadísticas
| Año     | Equipo         | PJ  | PT | MPP  | %TC  | %3P  | %TL  | RPP | APP | ROB | TPP | PPP  |
| ------- | -------------- | --- | -- | ---- | ---- | ---- | ---- | --- | --- | --- | --- | ---- |
| 2017–18 | UNC Greensboro | 35  | 0  | 16.3 | .544 | .111 | .623 | 3.1 | 1.5 | 1.4 | .1  | 8.3  |
| 2018–19 | UNC Greensboro | 36  | 20 | 27.8 | .513 | .282 | .556 | 4.5 | 2.1 | 2.9 | .3  | 15.2 |
| 2019–20 | UNC Greensboro | 32  | 32 | 28.4 | .423 | .237 | .537 | 5.0 | 3.1 | 2.8 | .2  | 17.8 |
| 2020–21 | UNC Greensboro | 29  | 28 | 30.8 | .463 | .208 | .624 | 6.8 | 4.0 | 2.6 | .3  | 19.2 |
| total   | total          | 132 | 80 | 25.6 | .474 | .241 | .577 | 4.8 | 2.6 | 2.4 | .2  | 14.9 |

### Profesional
Tras no ser elegido en el Draft de la NBA de 2021, se unió a los Minnesota Timberwolves para disputar la NBA Summer League y el 20 de septiembre acabó formando contrato con la franquicia. Sin embargo, fue despedido antes del comienzo de la temporada. El 26 de octubre firmó contrato con los Iowa Wolves como jugador afiliado. Jugó una temporada en la que promedió 12,7 puntos, 4,7 rebotes y 2,9 asistencias por partido.
En mayo de 2022 los Utah Jazz invitaron a Miller a participar en un campamento de agentes libres. Posteriormente entró en la plantilla de los Jazz en la Summer League. El tres de agosto firmó un contrato a prueba con los Portland Trail Blazers, pero fue despedido antes del comienzo de la temporada. El 23 de octubre se incorporó a los Salt Lake City Stars.
El 21 de octubre de 2023 firmó contrato con Utah, pero fue despedido el mismo día, regresando posteriormente a los Stars.
El 31 de julio de 2024 fichó por el APR BBC ruandés de la Basketball Africa League. Tras ganar la liga local con su equipo, regresó a su país para fichar por los Austin Spurs de la G League.